# Carrie (film fra 1976)
Carrie er en amerikansk overnaturlig horrorfilm fra 1976 instrueret af Brian De Palma og skrevet af Lawrence D. Cohen, baseret på romanen Carrie af Stephen King. Filmen og romanen fortæller historien om en socialt udstødt teenagepige, Carrie White, der opdager hun besidder telekinetiske evner, som ser ud til at blusse op, når hun bliver vred eller på anden måde føler sig forurettet.

## Handling
Carrie er en ung teenagepige, der undertrykkes af sin ekstremt religiøse mor, som er overbevist om, at alle mennesker er djævelens sendebud på jorden. Carrie bliver også mobbet af klassekammeraterne, men da de overgår sig selv til skoleballet, hun gør brug af sine overnaturlige psykiske kræfter og tager en grusom hævn.

## Medvirkende
- Sissy Spacek som Carrie White
- Amy Irving som Sue Snell
- Piper Laurie som Margaret White
- Betty Buckley som Miss Collins
- William Katt som Tommy Ross
- Nancy Allen som Chris Hargensen
- John Travolta som Billy Nolan
- P. J. Soles som Norma Watson
- Priscilla Pointer som Mrs. Snell
- Sydney Lassick som Mr. Fromm
- Stefan Gierasch som Mr. Morton
- Michael Talbott as Freddy
- Doug Cox som næbbet
- Harry Gold som George Dawson
- Edie McClurg som Helen Shyres

## Taglines
- If You've Got A Taste For Terror... Take Carrie To The Prom.
- If only they knew she had the power.
- If you got a taste for terror, than you have a date with Carrie.